# Premier League (Kenia)
De Premier League is de hoogste voetbaldivisie van het Afrikaanse land Kenia. De competitie werd opgericht in 1963. Tot de jaren '90 was de competitie erg stabiel, want tot dan werden er maar 4 à 5 verschillende clubs kampioen. Daarna hadden de andere clubs meer financiële slagkracht, waardoor er andere teams op het decor verschenen. Gor Mahia FC en AFC Leopards zijn de meest succesvolle clubs met 12 titels.

## Teams 2011
| #  | Team               |
| -- | ------------------ |
| 1  | AFC Leopards       |
| 2  | Bandari FC         |
| 3  | Chemelil Sugar     |
| 4  | Congo United FC    |
| 5  | Gor Mahia          |
| 6  | Karuturi Sports    |
| 7  | Kenya Commercial   |
| 8  | Mathare United     |
| 9  | Nairobi City Stars |
| 10 | Posta Rangers      |
| 11 | Sofapaka           |
| 12 | SoNy Sugar         |
| 13 | Thika United       |
| 14 | Tusker FC          |
| 15 | Ulinzi Stars       |
| 16 | Western Stima      |

## Kampioenschappen
- 1963 : Nakuru All-Stars
- 1964 : Luo Union
- 1965 : Feisal FC
- 1966 : Abaluhya FC
- 1967 : Abaluhya FC
- 1968 : Gor Mahia
- 1969 : Nakuru All-Stars
- 1970 : Abaluhya FC
- 1971 : niet toegekend
- 1972 : Kenya Breweries
- 1973 : Abaluhya FC
- 1974 : Gor Mahia
- 1975 : Luo Union
- 1976 : Gor Mahia
- 1977 : Kenya Breweries
- 1978 : Kenya Breweries
- 1979 : Gor Mahia
- 1980 : AFC Leopards
- 1981 : AFC Leopards
- 1982 : AFC Leopards
- 1983 : Gor Mahia
- 1984 : Gor Mahia
- 1985 : Gor Mahia
- 1986 : AFC Leopards
- 1987 : Gor Mahia
- 1988 : AFC Leopards
- 1989 : AFC Leopards
- 1990 : Gor Mahia
- 1991 : Gor Mahia
- 1992 : AFC Leopards
- 1993 : Gor Mahia
- 1994 : Kenya Breweries
- 1995 : Gor Mahia
- 1996 : Kenya Breweries
- 1997 : Utalii (Ruaraka)
- 1998 : AFC Leopards
- 1999 : Tusker FC
- 2000 : Tusker FC
- 2001 : Oserian Fastac FC
- 2002 : Oserian Fastac FC
- 2003 : Ulinzi Stars
- 2004 : Ulinzi Stars
- 2005 : Ulinzi Stars
- 2006 : SoNy Sugar
- 2007 : Tusker FC
- 2008 : Mathare United
- 2009 : Sofapaka
- 2010 : Ulinzi Stars
- 2011 : Tusker FC